# Vulgate sixto-clémentine
La Vulgate sixto-clémentine ou Vulgate clémentine (latin : Vulgata Clementina) est l'édition latine de la Bible promulguée en 1592 par le pape Clément VIII. C'est chronologiquement la deuxième édition de la Vulgate (la traduction latine de la Bible composée au IVe siècle et traditionnellement attribuée à Jérôme de Stridon) autorisée par l’Église Catholique, la première étant la Vulgate sixtine. La Vulgate sixto-clémentine a été la référence officielle de l’Église Catholique jusqu'à la promulgation de la Nova Vulgata par Jean-Paul II en 1979.
La Vulgate sixto-clémentine reprend la Vulgate sixtine, publiée deux ans plus tôt sous le pontificat de Sixte V, en rétablissant certains passages de la tradition catholique supprimés. Neuf jours après la mort de Sixte V, le Collège des cardinaux mit un terme à la vente de la Vulgate sixtine et même ordonna la destruction des exemplaires de ce texte. Par la suite, deux commissions nommées par Grégoire XIV furent chargées de réviser la Vulgate sixtine. En 1592, le pape Clément VIII, prétextant des erreurs d'impression dans la Vulgate sixtine, en fit confisquer, peut-être sous la pression des Jésuites, les exemplaires encore en circulation. Dans l'année, une édition révisée était publiée et promulguée : c'est cette édition même qui constitue la Vulgate sixto-clémentine, ou Vulgate clémentine.

## Histoire

### Une mise à jour controversée: la Vulgate «sixtine»
La Vulgate sixtine, compilée à la demande du pape Sixte V, parut en 1590; elle était « accompagnée d'une bulle [Æternus Ille], où [...] Sixte V déclarait qu'il fallait la considérer comme l’« édition authentique » recommandée par le Concile de Trente ; qu'il faudrait s'en servir pour les réimpressions futures, et que toutes les bibles devaient être corrigées sur cette base  » ; mais le Collège des Cardinaux était déçu par cette version qui, comme l'avait fait Érasme trois-quarts de siècle auparavant, écartait le Comma Johanneum, preuve de l'inspiration biblique du dogme de la sainte Trinité : aussi, le 5 septembre 1590, neuf jours après la mort du pape Sixte V, ordonna-t-il la suspension de sa vente. Il fit confisquer tous les exemplaires possibles et entreprit même, ensuite, la destruction des exemplaires imprimés.

### Les deux commissions pontificales de Grégoire XIV
On était alors toujours en attente d'une version officielle de la Vulgate. C'est pourquoi Grégoire XIV décida de convoquer (7 février 1591) une quatrième commission chargée de réviser la Vulgate Sixtine,, prorogée et réorganisée comme cinquième et ultime commission dans l'année. Cette quatrième commission était présidée par M.-A. Colonna l'Aîné, et comprenait six cardinaux. Dix autres experts y siégeaient comme conseillers, parmi lesquels Robert Bellarmin. La commission décida de se borner aux modifications qu'elle jugeait strictement nécessaires : concession à l'Humanisme, elle s'appuya pour cela sur d'anciens manuscrits en latin, grec ancien et hébreu. Elle s'attacha surtout à rétablir les passages supprimés par Sixte V, parcourut néanmoins tout le texte et modernisa la ponctuation.
En l'espace du premier mois, la quatrième commission acheva la révision latine du Livre de la Genèse. Dès le 18 mars, elle s'attaquait à la révision de l'Exode, mais ses progrès étaient si lents que ses travaux risquaient de traîner jusqu'à la fin de l'année. Le pape diminua l'effectif de la commission, où ne siégeaient plus que son président, M. A. Colonna,, et l'érudit anglais William Allen (traducteur de la Bible de Douai), aidés de 8 conseillers : Bartolomé Carranza dit « Miranda », Andrea Salvener, Antonio Agelli, Robert Bellarmin, Bartolome Valverde, Lelio Landi, Pierre Morin et Angelo Rocca. L'organisation du travail fut revue, les séances se tenant désormais uniquement dans la villa de M. A. Colonna à Zagarolo,.

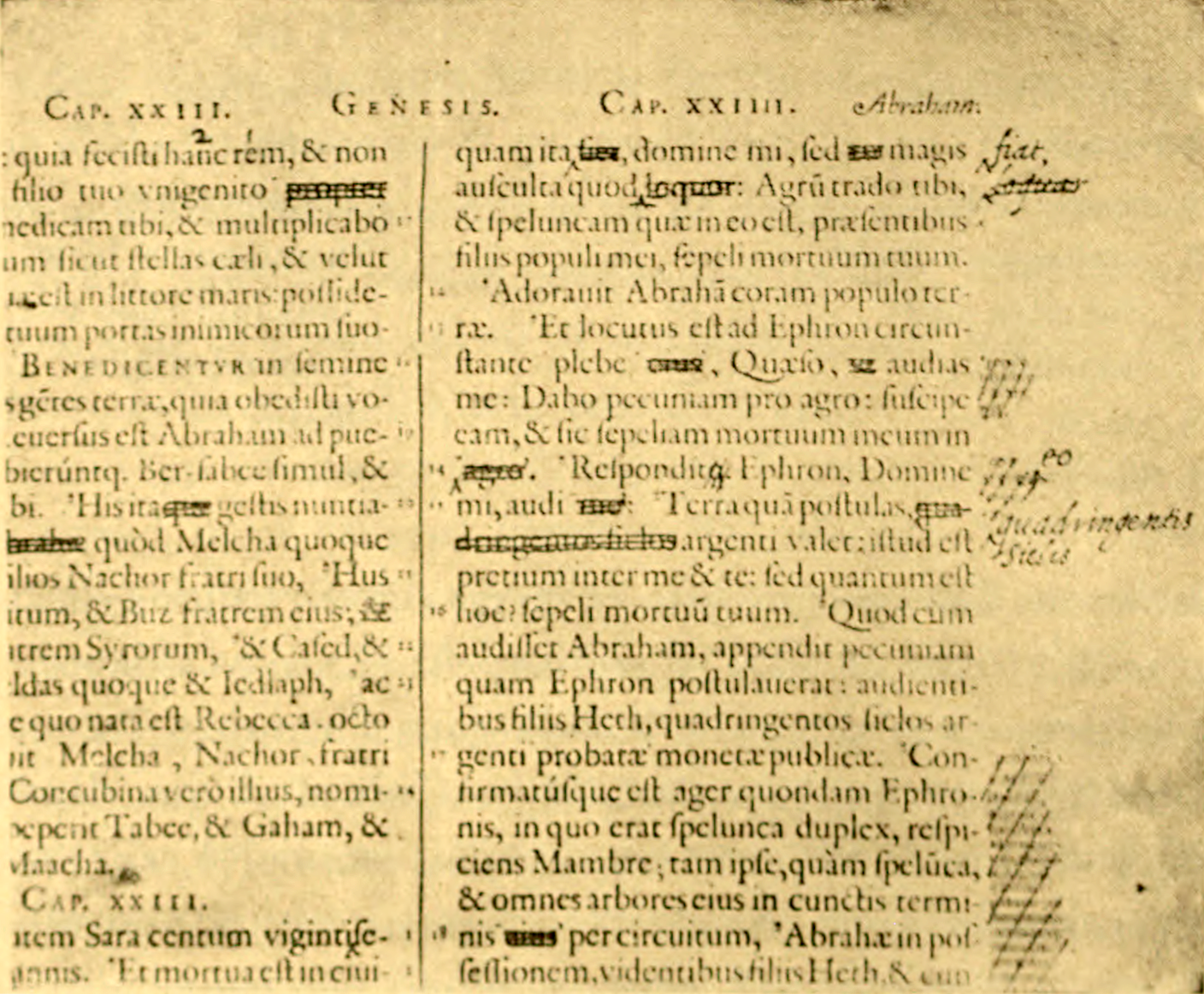
Facsimile d'une page du Codex Carafianus

Le 23 juin (mais selon certains, plutôt le 5 juillet), au bout de seulement 19 jours, la révision était terminée grâce au Codex Carafianus (carnet contenant les propositions faites à Sixte-Quint par la commission du Cardinal Carafa, pour amender l'édition de 1583 de la Bible de Louvain (1550),, et avec l'assistance de quatre ex-membres de la commission de rédaction de la Bible sixtine : Landi, Valverde, Agellius et Rocca). L'évêque anglican Brooke F. Westcott (1825-1901) relève que « même si l'on peut voir que ce travail a pris six mois, cela ne laissait évidemment pas assez de temps pour consulter de nouvelles sources, mais seulement pour effectuer une brève mise à jour sur la base des informations déjà réunies. »
Le spécialiste du christianisme d'Orient Francis J. Thomson (1935-2021) estime que c'est en réalité à la Congrégation de l'Index (placée sous la direction de M. A. Colonna) que le travail éditorial a été confié. Il précise que cette congrégation comptait parmi ses membres les cardinaux Gerolamo della Rovere, Ascanio Colonna, William Allen, Frederico Borromeo ainsi que Robert Bellarmin et Francisco de Toledo. Il conclut que « la thèse ancienne selon laquelle on aurait confié la révision [de la Vulgate sixtine] à une commission spéciale, est incorrecte. »
Grégoire XIV mourut le 15 octobre 1591, et son successeur direct, Innocent IX, ne lui survécut que deux mois ; de sorte qu'au mois de janvier 1592, il revenait à Clément VIII, nouveau pape, de décider de l'édition finale.

### Suppression de la Vulgate Sixtine par Clément VIII
Tout juste élu au trône papal, l'une des premières initiatives de Clément VIII fut de confisquer tous les exemplaires de la Vulgate sixtine,,, en prétextant des erreurs typographiques, bien qu’elle en fût pratiquement exempte,.
Selon James Hastings, « les véritables raisons du rappel des exemplaires résident sans doute en partie dans son inimitié envers Sixte-Quint, et en partie de ce que cette version n'était pas exactement fidèle au texte de la Vulgate. » Eberhard Nestle avance que la révocation s'explique en réalité par la pression des Jésuites, que l'ancien pape Sixte-Quint avait offensés en mettant à l'Index un livre de Bellarmin. Frederic G. Kenyon estime, lui, que la Vulgate sixtine était « bourrée d'erreurs », bien que Clément VIII fût aussi décidé à donner des gages aux Jésuites, « que Sixte avait offensés. » Pour Metzger, les erreurs typographiques n'ont été qu'un prétexte : l'attaque contre cette édition avait été mûrie de longue main par les Jésuites, « que Sixtus avait offensés en mettant l'un des livres de Bellarmin à l'Index et trouvèrent ce moyen de se venger. » Sixte se défiait des Jésuites, détestait le nom (« Compagnie de Jésus ») qu'ils s'étaient donné et envisageait d'ailleurs de procéder à une modification radicale de leurs statuts, mais la mort l'en empêcha. « Plus généralement, Sixte-Quint avait des griefs envers la Compagnie de Jésus, surtout en raison de leur doctrine d'obéissance aveugle à leur Supérieur général, laquelle, pour Sixte et d'autres personnages importants de la Curie Romaine, portait atteinte à la prééminence du pape au sein de l'Église. »
Enfin, selon l'historien luthérien Jaroslav Pelikan (1923-2006), la Vulgate sixtine « s'est avérée si fautive qu'on l'a retirée. »

### Publication

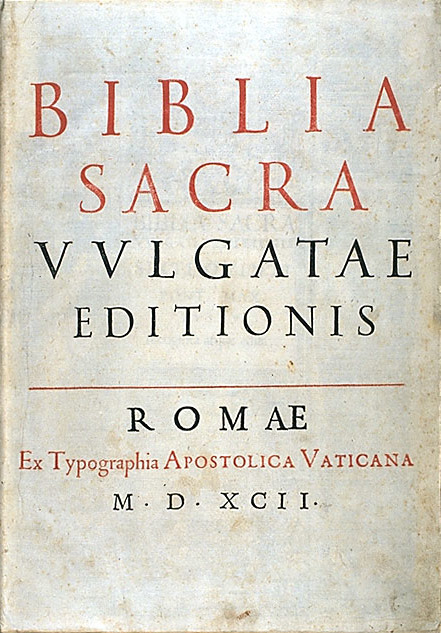
Page de titre de la Vulgate Sixto-Clémentine (1592).

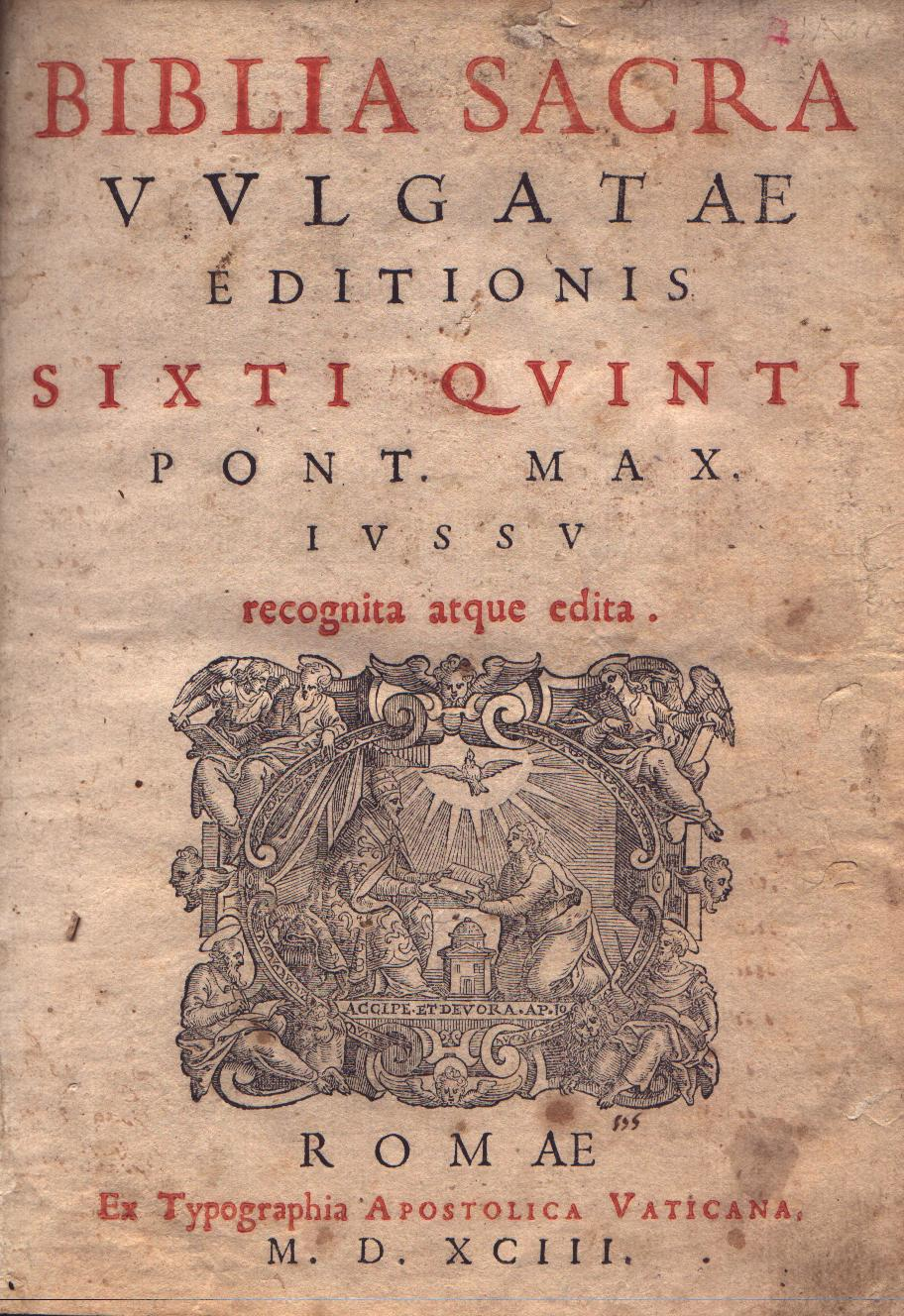
Page de titre de l'édition de 1593.

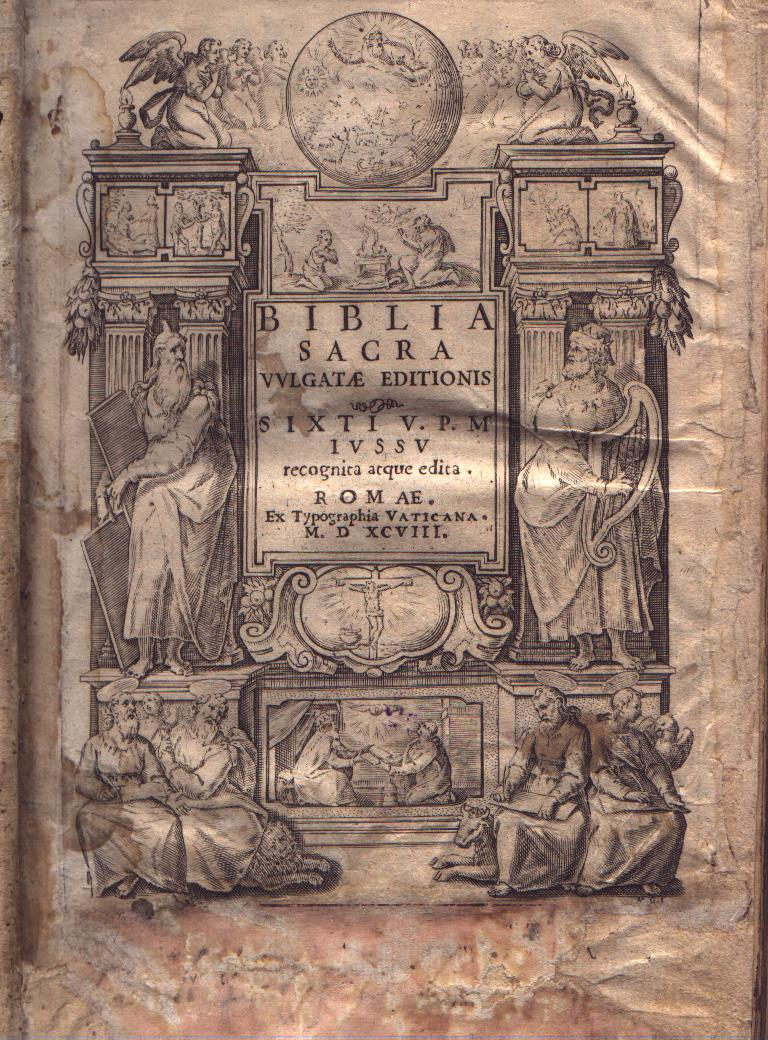
Frontispice de l'édition de 1598.

Clément VIII choisit Francisco de Toledo, Agostino Valier et Fréderic Borromée comme éditeurs, et leur adjoignit Robert Bellarmin, Antonio Agelli, Pierre Morin et deux autres érudits pour les conseiller. « Sous la direction de Clément VIII, le travail de la commission reprit dans une direction entièrement nouvelle, l'érudit jésuite Robert Bellarmin (1542–1624) faisant bénéficier la commission de sa vie de recherches sur le texte de la Vulgate. »
La Vulgate clémentine sortit des presses le 9 novembre 1592, au format in-folio, avec une préface anonyme de la plume du cardinal Bellarmin.
Elle était précédée de la bulle papale Cum Sacrorum du 9 novembre 1592, prescrivant que toute future édition devrait se conformer à celle-ci, sans en changer fût-ce un mot, et sans indiquer de variante en marge. La plupart des mastics de cette édition étaient corrigées dans la seconde (1593) et troisième édition (1598).
Les éditions de 1593 et de 1598, à la différence de l'originale, étaient au format in-quarto, elles étaient précédées de plusieurs préfaces chacune, et leurs marges étaient chargées de références.

#### Caractéristiques textuelles
L’annexe à la Vulgate clémentine incorporait des livres apocryphes : la Prière de Manassé, et les livres 3 et 4 d'Esdras. Sa version du Livre des Psaumes reprenait le Psalterium Gallicanum et non la versio juxta Hebraicum. L’édition princeps de 1592 était privée des prologues de Jérôme : on les rajouta en tête des éditions de 1593 et de 1598. La Vulgate clémentine rétablit les passages supprimés : Ac 15 34, la Comma johannique 1 Jn 5 7,. La numérotation des versets de la Vulgate sixtine fut remplacée par celle de la Bible de Robert Estienne  (1551).
La parenté de la Vulgate clémentine avec la Bible de Louvain, la distingue nettement de l'édition sixtine, dont « le texte se rapproche davantage de celui de Robert Estienne que de celui de Jean Henten,. » D'autre part, la Vulgate clémentine recourt au système de Robert Estienne pour la numérotation des versets ; mais la Vulgate sixtine a laissé une marque indélébile entre les lignes de la Vulgate sixto-clémentine : la transcription des noms, surtout des noms propres, ainsi que certaines émendations de détail, dont certaines fort peu justifiées. Les changements apportés par Sixte à la Bible de Louvain étaient autrement importants. Ses éditeurs se sont efforcés de la rendre aussi proche que possible de la Vulgate sixtine : titres, frontispices et pagination identiques.

#### Le titre
Scrivener indique que, pour ne pas donner l'impression d'un règlement de comptes entre papes, la Bible clémentine a été publiée sous le nom de Sixte, avec une préface où le cardinal Bellarmin présentait l'ouvrage comme celui que Sixte aurait voulu voir publier, une version corrigeant les erreurs manifestes de la premières ; mais qu'il en a été empêché par la mort, et que suivant sa volonté, il a été publié par son successeur.
Le nom complet de la Vulgate Clémentine est Biblia sacra Vulgatae Editionis, Sixti Quinti Pont. Max. jussu recognita atque edita,,. Comme sa page de titre porte le nom de Sixte, la Vulgate clémentine est parfois désignée comme la Vulgate Sixto-clémentine.

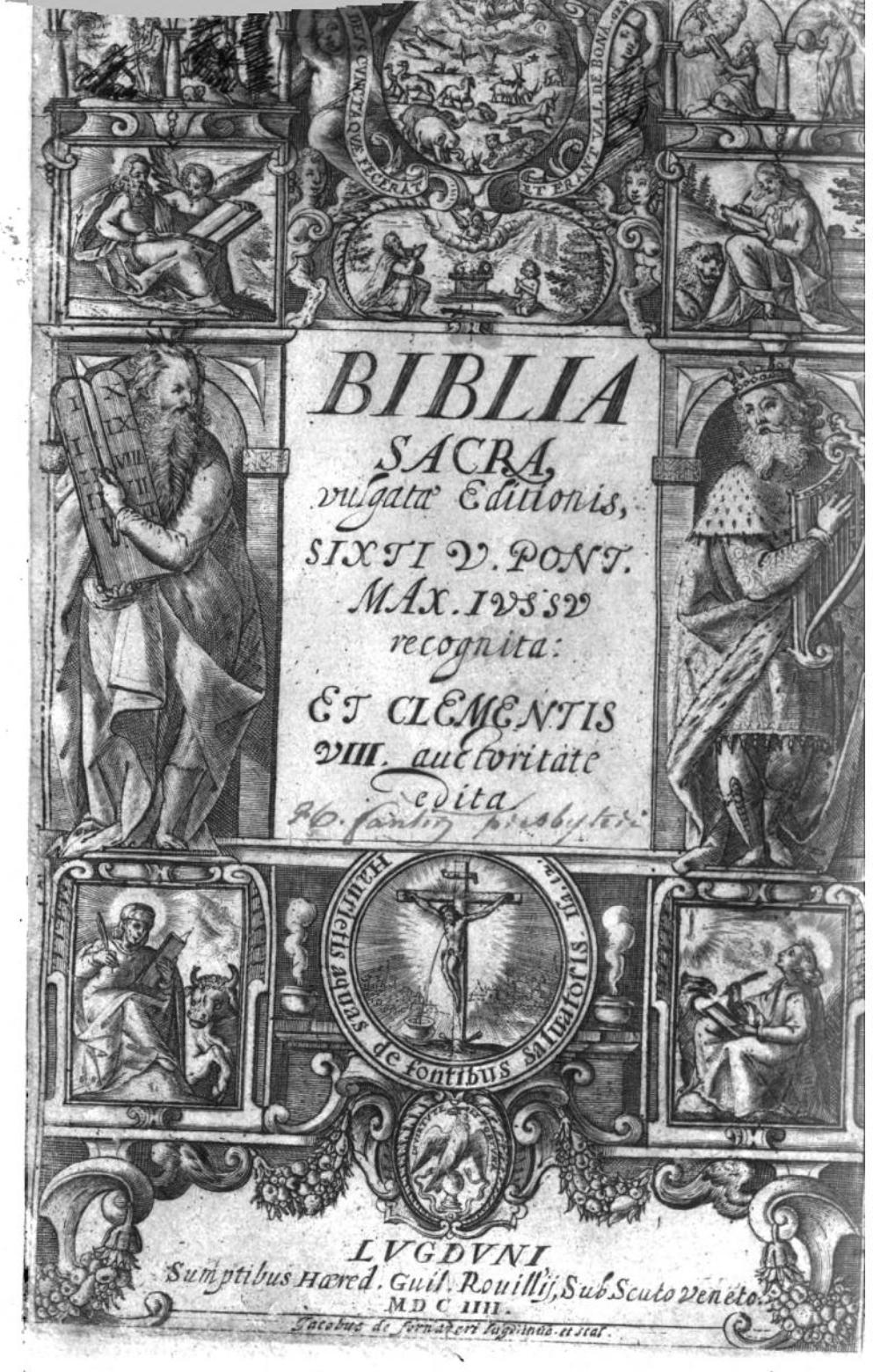
Édition de 1604 de la Vulgate clémentine des presses Rouillé, portant les noms de Clément VIII et Sixte-Quint.

## Différences avec la Vulgate sixtine
Selon Carlo Vercellone, James Hastings, Eberhard Nestle, F. G. Kenyon, l’Oxford Dictionary of the Christian Church et Bruce M. Metzger, l'édition clémentine de la Vulgate diffère sur 3 000 points de l'édition sixtine ; sur 4 900 points selon Michael Hetzenauer et Metzger et Bart D. Ehrman et « en gros 5000 passages » selon Kurt and Barbara Aland.
Parmi les modifications apportées au texte, citons Ex 2 :
| Verset | Vulgate sixtine | Vulgate clémentine |  |
| ------ | --------------- | ------------------ |  |
| 2:14   | constituit te   | te constituit      |  |
| 2:16   | venerant        | venerunt           |  |
| 2:22   | et eripuit      | eripuit            |  |
| 2:25   | liberavit       | cognovit           |  |

## Critiques
Les recherches faites depuis l'édition « ont montré que l'édition clémentine s'écarte sur de multiples passages de la Vulgate de Jérôme. »

### Critiques à la Renaissance
Les différences entre les éditions Sixtine et Clementine de la Vulgate ont été critiquées par les protestants; Thomas James dans son Bellum Papale sive Concordia discors (Londres, 1600) « reproche aux deux papes leur prétention et leur échec palpable. » Il dresse la liste des 2 000 différences entre les deux éditions catholiques. Dans la préface à la première édition de la Bible du roi Jacques (1611), les traducteurs anglais accusent le pape d'avoir perverti les Saintes Écritures.

### Critiques contemporaines
James Hastings « admet volontiers [que] dans l'ensemble  [...] le texte de l’édition clémentine est, du point de vue critique, une amélioration par rapport à celui de l'édition sixtine. »Selon Frederic G. Kenyon, « on ne peut se satisfaire de l'édition clémentine du point de vue de l'histoire ou de l'érudition » ; il ajoute que les modifications qui distinguent l’édition clémentine de l’édition « hormis lorsqu'elles suppriment une faute évidente, n'apportent, pour la plupart, aucune amélioration. » Henri Quentin estime que « Globalement, l’édition clémentine est un peu meilleure que la sixtine, sans marquer un progrès considérable. »
Pour Kurt et Barbara Aland, « ni l'édition de 1590, ni celle de 1592 [...] ne sont parvenues à restituer avec précision le texte original de Jérôme [...] ou sa source grecque. » Roger Gryson, spécialiste de patristique à l'Université catholique de Louvain, indique dans sa préface à la 4e édition de la Vulgate de Stuttgart (1994) que l’édition clémentine « s'écarte fréquemment de la tradition manuscrite pour des raisons littéraires ou doctrinales, et n'offre qu'un pauvre reflet de la Vulgate originale, comme on peut la retrouver dans les pandectes du premier millénaire. » Toutefois, par là-même, le conservatisme de l’édition clémentine vis-à-vis de la tradition bibliste médiévale peut avoir un intérêt pour la critique ; Frans Van Liere écrit à ce sujet : « pour l'étudiant médiéviste intéressé au texte disponible à l'époque, par exemple dans le Paris du XIIIe siècle, la Vulgate sixto-clémentine peut donner une meilleure image du texte scolastique de la bible que les éditions modernes et leur forme pré-carolingienne. » Houghton estime pour sa part que « la Vulgate clémentine constitue souvent un meilleur guide pour le texte de la Vulgate médiévale que les éditions critiques des éditions les plus anciennes. »